# La Talvera

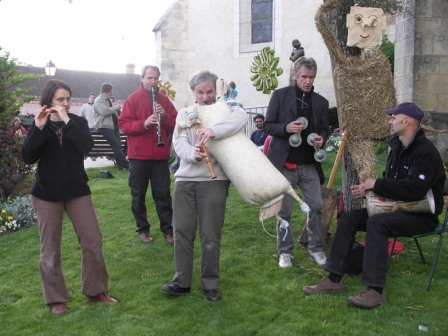
La Talvera

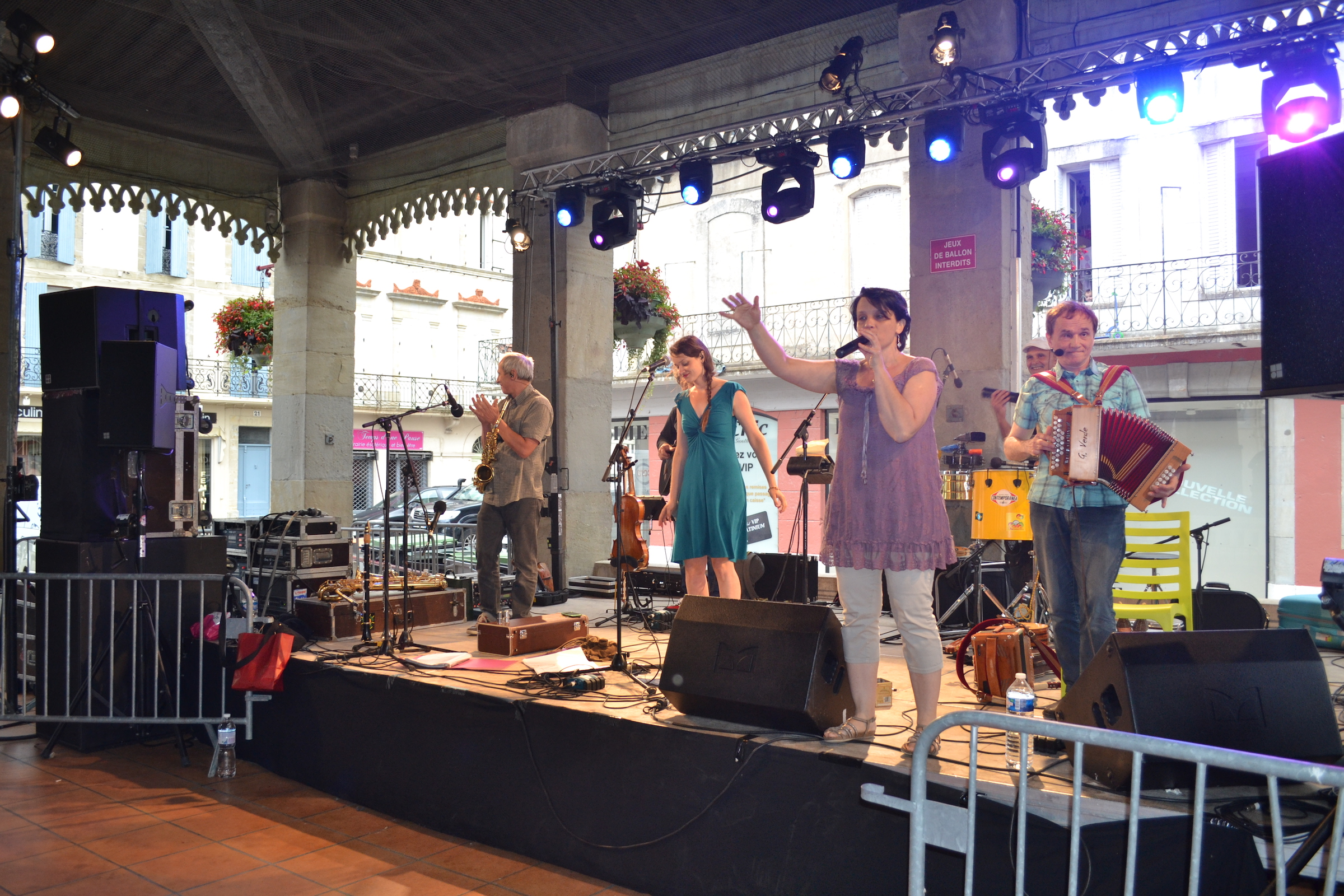
La Talvera a Castelnau d'Ari

La Talvera és una associació musical occitana nascuda el 1979 a Còrdas d'Albigés amb l'objectiu d'ajudar a pagar les recerques etnomusicòlogiques de persones que miraven de salvar i revaloritzar la música tradicional occitana.
Durant molt de temps, La Talvera ha sigut un grup on tothom podia, sobretot, explorar el repertori tradicional. Després dels anys 90, l'orquestra s'ha professionalitzat, fins a esdevenir la formació actual: Daniel Loddo (autor i compositor, cantant i acordió), Céline Ricard (cantant, flauta i gralla), Fabrice Rougier (clarinet), Serge Cabau (o Thierry Rougier, a la percussió) i Paul Goillot (al gimbri --instrument de corda-- i als teclats).
Actualment, la Talvera és un grup de música occitana, però d'estil molt variat: ni "reggae", ni "world", ni tampoc exclusivament tradicional: té un repertori ample i exquisit, enriquit per les connexions amb músics del Massilia Sound System, i altres improvisadors brasilers. És música occitana, però també mediterrània, tradicional i contemporània, oberta al món.

## Projectes
- Col·lecció Memòrias sonòras: és un recull de memòries sonores: llibres, CDs i cassets amb patrimoni occità divers, com ara cançons, tradicions, creences populars... Comprèn unes 60 obres.
- Col·lecció Virolet: és un recull de cançons infantils i contes per a nens.
- Col·lecció Actes de colloque: es compon per diferents xerrades i actes fets per l'associació.
- Col·lecció Cosina nòstra: "cuina nostra", un recull de receptes típiques occitanes.
- Col·lecció La Talvera: és únicament musical, pròpia del grup. Conté cançons tradicionals i de nova factura.

## Discografia
- Fa res o re fa (1993)
- Cançons del silenci (1996)
- Dançadas (1996)
- Turlututú (1997), cançons infantils tretes tant del patrimoni occità com de creacions contemporànies.
- Pampaligossa (1999)
- Faguem ribòta (2000)
- Pòble mon pòble (2003)
- Quincarelet (2005)
- Cants e musicas del país de Lodeva (2006)
- Bramadís (2007)
- Sopac e patac (2009)
- Cançons Pebradas (2011)
- ForrÒccitània (2012)
- Solelh solelhaire (2014)